# Schotterbank

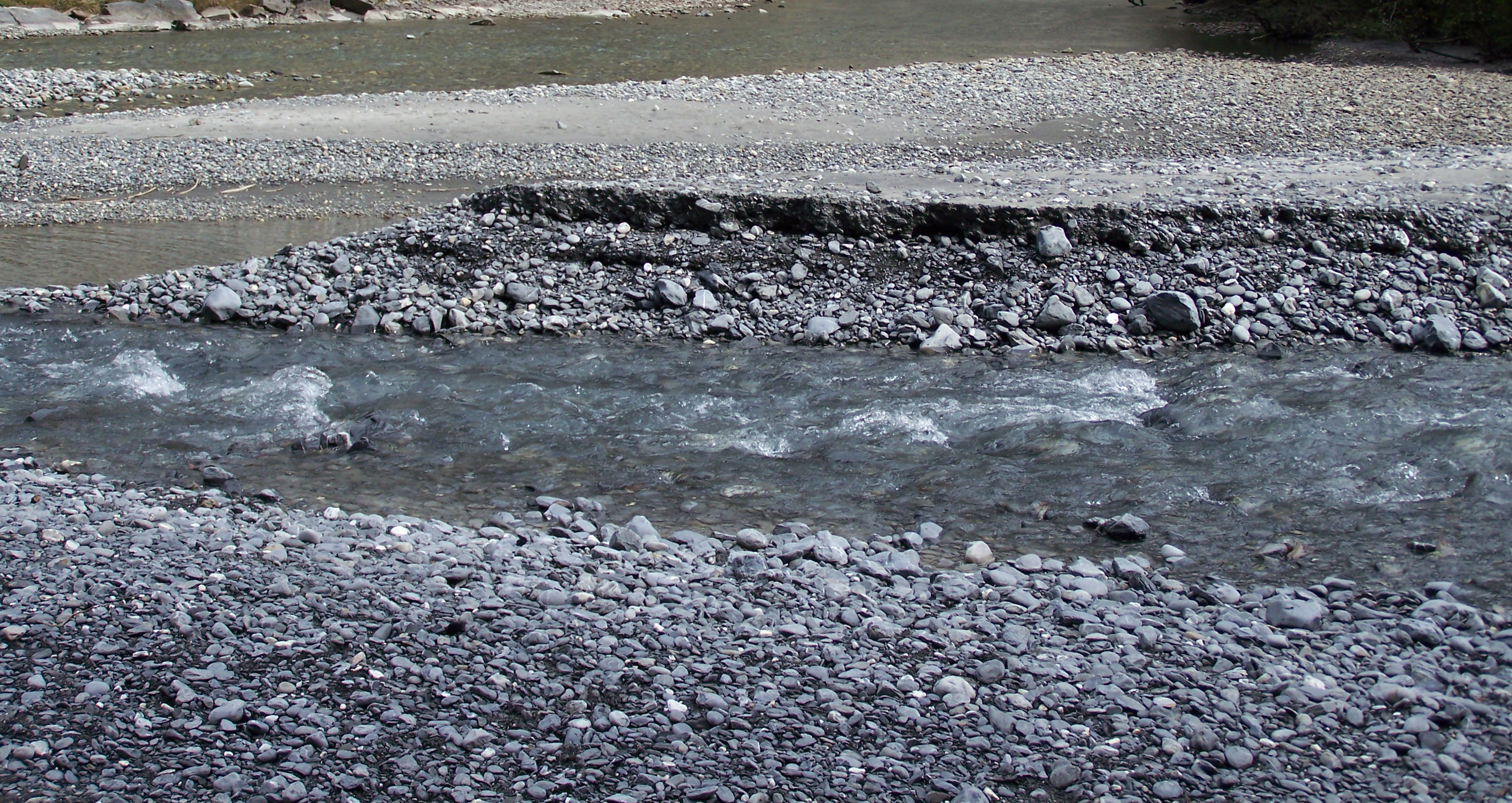
Schotterbänke der Kander im Gasterntal in der Schweiz

Als Schotterbänke (auch Heger oder Häger genannt) bezeichnet man längliche, bei niedrigem Wasserstand trocken fallende Flächen in größeren Bächen und Flüssen. Die vom Fluss mitgeführten Steine (Geröll, Kies) und größere Mengen von Sand lagern sich an jenen Stellen des Flussbettes an, die geringe Tiefe aufweisen und wo nur wenig oder keine Strömung herrscht.

## Beschreibung

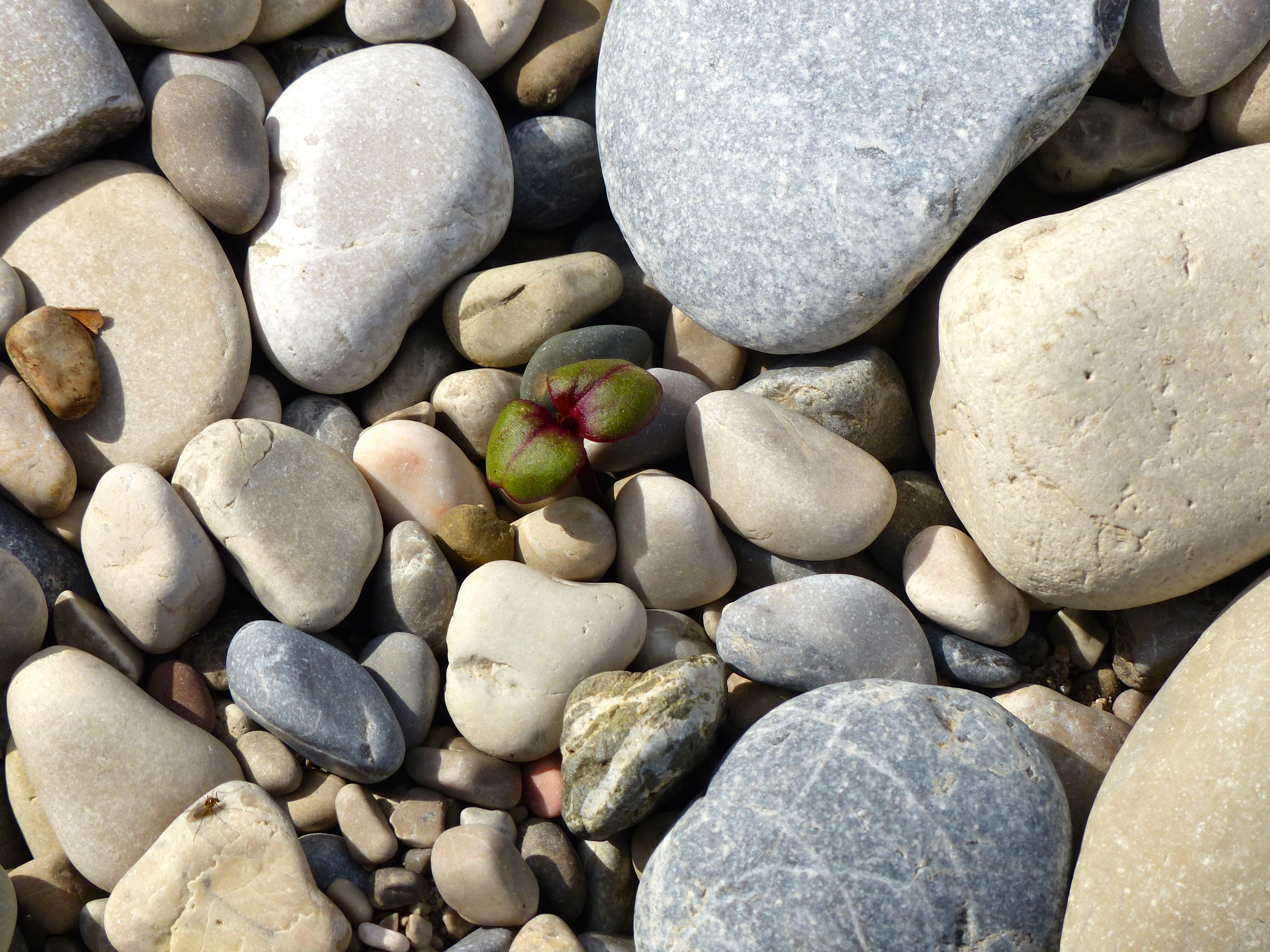
Isarschotter einer Kiesbank am Deutschen Museum in München

Obwohl sich Schotterbänke an allen Fließgewässern ausbilden, die über genügend Strömungsgeschwindigkeit verfügen, um grobmaterialreiches Geschiebe transportieren zu können, und die über im Jahresverlauf schwankende Wasserstände verfügen, sind sie besonders typisch für Fließgewässer mit verzweigter Gerinneform, die auch „Flussverwilderung“ genannt wird. Diese bildet sich aus, wenn das Gefälle des Gewässers und der Geschiebetrieb hoch sind. Bei geringem Gefälle geht es in mäandrierende Gerinneformen über. Verzweigte Gerinne bestehen bei hohem Wasserstand aus einem Netz von auseinanderstrebenden und sich bald wieder vereinigenden (anastomosierenden) Teil-Wasserwegen, die zwischen sich charakteristisch rautenförmig geformte „Inseln“ frei lassen. Bei sinkendem Wasserstand fallen die flacheren dieser Teilgewässer trocken und die „Inseln“ werden größer, bis im Extremfall nur noch ein Gewässer übrig bleibt. Typisch für verzweigte Gerinne ist ein breites, meist vegetationsfreies Hochwasserbett (oft mit höheren Inseln mit Baumbewuchs) mit einem Niedrigwasserbett, welche nach jedem größeren Hochwasser darin verlagert sein kann. Durch die hohe Dynamik entstehen besonders viele Schotterbänke.
Die Schotterbänke werden umgangssprachlich auch als Inseln, z. B. Kiesinseln, bezeichnet. Dies ist jedoch, ebenso wie etwa im Fall von Sandbänken, wissenschaftlich nicht korrekt.
Da sich der Wasserstand fast aller alpinen Flüsse ständig im Dezimeterbereich ändert, werden frisch gebildete Schotterbänke bald wieder überschwemmt, teilweise erodiert und an andere Stellen des Flussbettes verfrachtet.
Für Geologen haben Schotterbänke eine besondere Bedeutung: für erstere stellen sie eine an Vielfalt kaum zu übertreffende Gesteinssammlung dar, die rasche Hinweise auf die Petrografie des gesamten Einzugsgebietes bringt und auch den Betrag der durchschnittlichen Erosion abzuschätzen gestattet.
Während die auf Schotterbänken vorkommenden Korngrößen bis zu maximal etwa 10 cm großen Kieselsteinen reichen, lagert sich das schwerere Geschiebe anderswo ab, weil für Steine über etwa 1 kg die Strömung ganz bestimmte Grenzwerte nicht unter- und überschreiten darf. Bei Hochwasser verlagern sich alle diese Bildungen jedoch großräumig.

## Ökologie

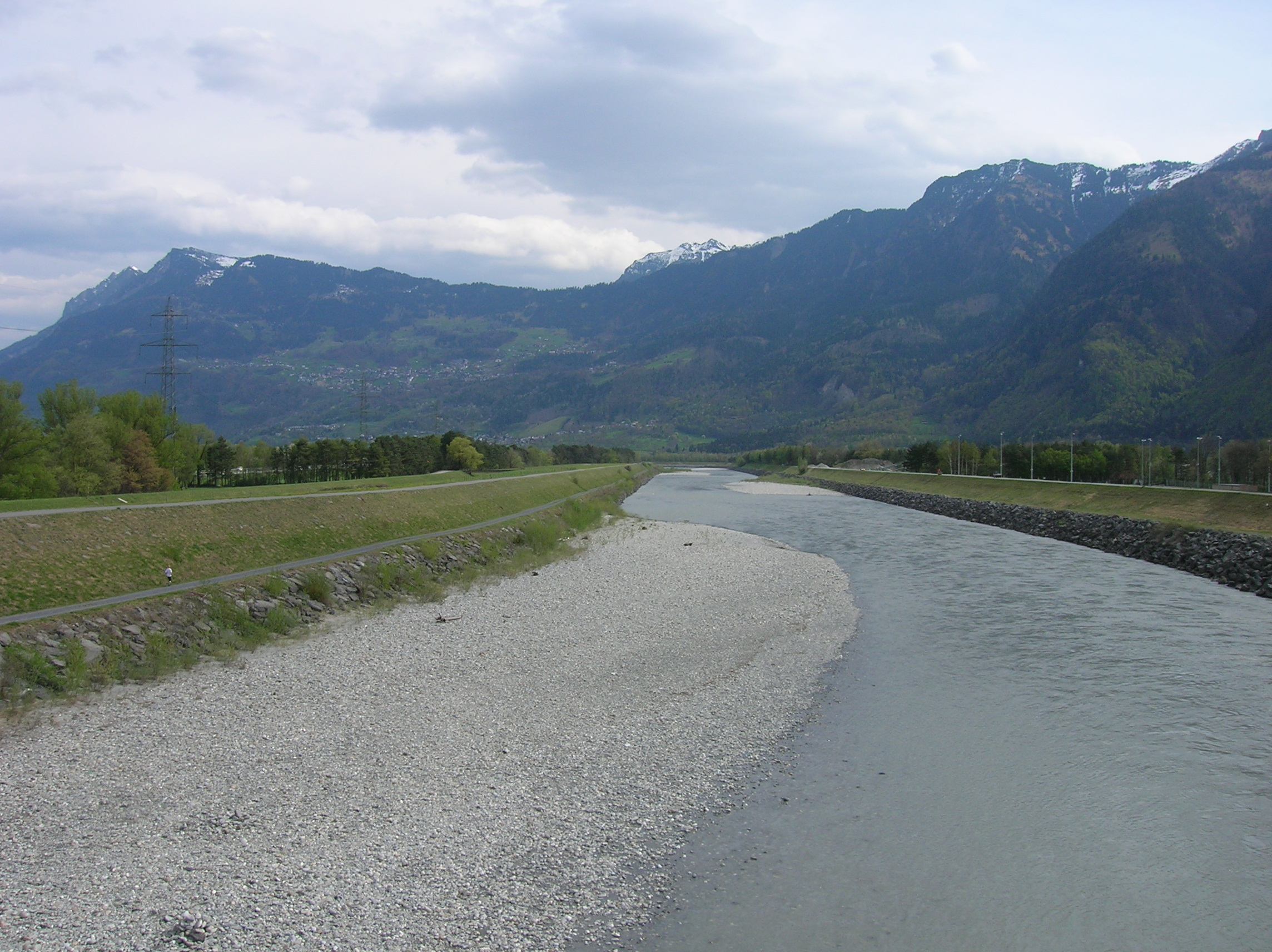
Der begradigte Alpenrhein mäandriert zwischen Kiesbänken

Für die Vogelwelt und hier insbesondere die Wasservögel sind die Kies/Sand/Schotterbänke hingegen Fundgruben anderer Art: in den Poren finden sich jede Menge Kleinlebewesen, und das noch lockere Sediment stellt einer Suche keinen großen Widerstand entgegen. Für die Vogelkunde sind andererseits die auf Schotterbänken angehäuften Exkremente der Vögel wichtige Hinweise auf das Ernährungs- und Zugs-Verhalten der zweifüßigen Besucher.
Vegetationsarme Schotterbänke sind darüber hinaus wesentliche Brutreviere für Vogelarten, z. B. den Flussregenpfeifer (Charadrius dubius). Schotterbänke, besonders diejenigen der Alpenflüsse und des Oberrheins, sind darüber hinaus Lebensraum für spezialisierte wirbellose Tierarten. Beispielhaft seien die Heuschrecken angeführt. Die in Deutschland vom Aussterben bedrohten Arten Kiesbank-Grashüpfer (Chorthippus pullus), Türks Dornschrecke (Tetrix tuerki) und Grüne Strandschrecke (Aiolopus thalassinus) leben ausschließlich oder überwiegend auf Schotterbänken.
In der Botanik sind die Schotterbänke der Alpenflüsse bekannt als vorgeschobene Außenposten des Vorkommens von typischen Alpenpflanzen. Man nimmt an, dass die Samen dieser Arten mit dem fließenden Wasser antransportiert werden. Die vegetationsfreien Kiesbänke entsprechen in Vielem den alpinen Lebensräumen, aus denen die Arten stammen. Außerdem fehlt hier die Konkurrenz anderer Pflanzen. Vorkommen solcher Alpenschwemmlinge sind in der Isar bis München und im Lech bis nördlich von Augsburg bekannt.